# Francesco Bruni (regatista)
Francesco Bruni (Palermo, 11 de abril de 1973) es un deportista italiano que compitió en vela en las clases Laser y 49er. Su hermano Gabriele también compitió en vela.
Ganó dos medallas en el Campeonato Europeo de Laser, oro en 1994 y plata en 1996. También obtuvo una medalla de plata en el Campeonato Europeo de 49er de 1997.
Fue el timonel del equipo Luna Rossa Prada en la Copa América 2021.

## Palmarés internacional
| Campeonato Europeo | Campeonato Europeo         | Campeonato Europeo | Campeonato Europeo |
| Año                | Lugar                      | Medalla            | Clase              |
| ------------------ | -------------------------- | ------------------ | ------------------ |
| 1994               | Isla Hayling (Reino Unido) | Medalla de oro     | Laser              |
| 1996               | Quiberon (Francia)         | Medalla de plata   | Laser              |

| Campeonato Europeo | Campeonato Europeo     | Campeonato Europeo | Campeonato Europeo |
| Año                | Lugar                  | Medalla            | Clase              |
| ------------------ | ---------------------- | ------------------ | ------------------ |
| 1997               | Weymouth (Reino Unido) | Medalla de plata   | 49er               |